# Cotesia halisidotae
Cotesia halisidotae är en stekelart som först beskrevs av Muesebeck 1931.  Cotesia halisidotae ingår i släktet Cotesia och familjen bracksteklar. Inga underarter finns listade i Catalogue of Life.